# STAR (ATMネットワーク)
STAR (スター)はアメリカ合衆国の銀行のオンラインシステムとデビットカードのネットワークで1981年に設立された。アメリカでは最大のネットワークで250,000箇所のATM、1億3千4百万以上のカードホルダー、 5,700以上の金融機関を有している。First Dataの子会社であるSTARネットワークスが所有と運営を行っている。シティバンク銀行発行のキャッシュカードなどでSTARネットワークが利用できる。NYCEやPulseなどのオンラインシステムと競合している。